# Ctenopharyngodon idella

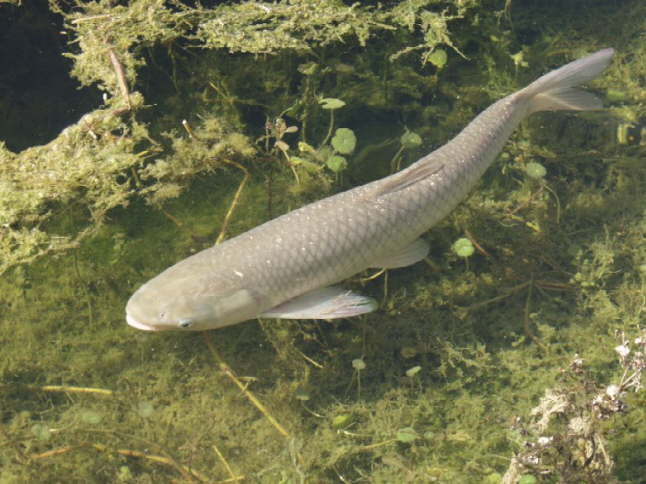
Aspecto desde fuera del agua.

La carpa herbívora, carpa china, sogyo o carpa forrajera es la especie Ctenopharyngodon idella, única del género Ctenopharyngodon de peces ciprínidos de agua dulce incluidos en el orden Cypriniformes, originaria de China y este de Siberia.
La carpa herbívora es un pez residente de grandes ríos turbios y está asociada con lagos de terrenos inundables y humedales con un amplio rango de tolerancia, y reproducción en temperaturas desde 20 a 30 °C. Ha sido criado como pez para consumo en China desde hace siglos, pero ha sido introducido en Europa y Estados Unidos para control de maleza acuática, siendo la especie de pez con la mayor producción informada a nivel global, con más de cinco millones de toneladas por año.

## Morfología
La carpa herbívora tiene el cuerpo alargado, rechoncho y en forma de torpedo. La boca terminal es ligeramente oblicua con labios firmes no carnosos y sin barbos. La línea lateral completa contiene de 40 a 42 escamas. Los dientes faríngeos anchos y estriados están dispuestos en una fórmula «2, 4-4, 2». La aleta dorsal tiene de 8 a 10 radios blandos, y la aleta anal está situada más cerca de la cola que la mayoría de los ciprínidos. El color del cuerpo es oliváceo oscuro, pasando a amarillo parduzco en los costados, con el vientre blanco y escamas grandes y ligeramente perfiladas.
Su longitud máxima descrita es de 150 cm, con un peso máximo publicado de 45 kg. En la aleta dorsal tiene tres espinas y 7 radios blandos, igual que en la aleta anal; no tiene bigotes; hocico muy corto, de una longitud menor o igual que el diámetro del ojo; longitud postorbital mayor que la mitad de la longitud de la cabeza. La aleta caudal tiene 18 radios.
La carpa herbívora crece muy deprisa. Los peces jóvenes sembrados en primavera a 20 centímetros (7,9 plg) alcanzarán más de 45 centímetros (17,7 plg) en otoño. La longitud típica es de unos 60 a 100 cm.

## Desove
El desove puede ser único y en porciones. Probablemente, la naturaleza del desove depende del régimen hidrológico y de las condiciones de alimentación de la carpa forrajera en los distintos embalses. En el Amur, el período de desove va de la primera década de junio a finales de julio. Las zonas de desove son zonas de ríos con una corriente rápida, normalmente en la confluencia de grandes afluentes, donde la confluencia de dos corrientes de agua lava un largo umbral arenoso-pedregoso en el fondo.
La fecundidad del cupido es de hasta 1680 mil huevos. El caviar pelágico es arrastrado por las capas superiores del agua cuando su nivel sube como consecuencia de fuertes lluvias, la temperatura del agua alcanza los 26,3 °C y la velocidad de la corriente es de 1-1,7 m/s. En ese momento, el agua está turbia y llena de limo. El desove no tiene lugar cuando la velocidad de la corriente supera los 3 m/s, o durante inundaciones especialmente graves, así como durante un periodo de fuerte descenso del agua por debajo del nivel medio. Si, debido a condiciones hidrológicas desfavorables, las hembras no desovan o lo hacen parcialmente, experimentan la reabsorción (destrucción) de sus huevos. Se trata de un proceso largo, y si no se completa en el periodo otoño-invierno, se suspende debido a las bajas temperaturas, para reanudarse de nuevo en primavera, y las hembras no participan en el siguiente desove.
No se reproduce en la zona templada.

## Desarrollo
Los huevos desovados y fertilizados se desarrollan a medida que se desplazan río abajo. Las crías, que han emergido de los huevos, después de que el saco vitelino ha sido reabsorbido, permanecen en la zona costera, donde se alimentan de pequeños crustáceos, larvas de quironómidos y algas. En otoño, los alevines se dirigen al lecho del río para pasar el invierno. La tasa de crecimiento y pubertad depende de la temperatura ambiente. Así, en Malasia, los peces maduran a los 14 meses, en el río Yangtze de China a los 6 años, en el río Amur alcanzan la madurez sexual solo a los 7-10 años de edad, en el sur de Ucrania y en los embalses de refrigeración, a los 4-5 años, y en el norte, a los 8-9 años. El crecimiento medio anual de este pez en el sur de Ucrania en aguas cálidas puede ser de 3 kg. En los ríos de China, la carpa herbívora vive hasta 15 años.

## Especie introducida
La carpa herbívora ha sido introducida en muchos países del mundo. En el hemisferio norte, los países y territorios de introducción incluyen Japón, Filipinas, Malasia, India, Pakistán, Irán, Israel, Estados Unidos, México, Suecia, Dinamarca, Reino Unido, Francia, Alemania, Países Bajos, Suiza, Italia, Polonia, República Checa, Eslovaquia, Rumanía, Croacia, Eslovenia, Serbia, Montenegro, Bosnia y Herzegovina y Macedonia. En el hemisferio sur, se han introducido en Argentina, Venezuela, Australia, Nueva Zelanda, Fiyi y Sudáfrica. Se sabe que la carpa herbívora ha desovado y establecido poblaciones autorreproductoras sólo en seis de los muchos ríos más grandes del hemisferio norte en los que se ha introducido. Su incapacidad para establecer poblaciones en otros ríos sugiere que tienen unos requisitos reproductivos bastante específicos.
En Estados Unidos, la especie se importó por primera vez en 1963 desde Taiwán y Malasia a instalaciones de acuicultura en Alabama y Arkansas.Se cree que la primera liberación fue un escape accidental en 1966 del Servicio de Pesca y Vida Silvestre de Estados Unidos de la Estación Experimental de Piscicultura de Stuttgart, Arkansas, seguida de introducciones planificadas a partir de 1969. Posteriormente, las introducciones autorizadas, ilegales y accidentales se han generalizado; en la década de 1970, la especie se había introducido en 40 estados, y desde entonces se ha informado de su presencia en 45 de los 50 estados del país.  En 2013, se determinó que se estaba reproduciendo en la cuenca de los Grandes Lagos.

## Hábitat
Viven en remansos de los grandes ríos con flujo lento, charcas y lagos subtropicales con abundante vegetación, a una profundidad entre 0 y 30 m. Tolera un amplio margen de temperaturas de 0º a 38 °C y salinidades de hasta 10 ppt, así como niveles de oxígeno bajos de hasta 0,5 ppm.
Se alimenta de plantas superiores acuáticas y de hierbas sumergidas, aunque también captura detritos, insectos y otros invertebrados. Desova sobre los lechos de los ríos con fuerte corriente. Todavía se almacena en muchos estados como un eficaz biocontrol para la vegetación acuática indeseable, muchas de cuyas especies son introducidas.

## Estilo de vida en zonas templadas
Estos peces viven y pastan en grupos de 15 a 20 individuos. A finales de abril y principios de mayo, los peces aparecen en aguas poco profundas. Cuando la temperatura alcanza los 12 °C, las carpas herbívoras comienzan a alimentarse, y a una temperatura de 25-28 °C, se despierta en ellas un apetito verdaderamente bestial: entonces el pez come aproximadamente el 100-120% de su masa por día. La carpa herbívora se alimenta de vegetación acuática y terrestre sumergida. Las crías de este pez se alimentan de gusanos de sangre y crustáceos y, a medida que crecen, cambian a alimentos vegetales. Prefieren la vegetación acuática blanda (elodea, antocerotis). Durante las inundaciones, entra en las praderas de llanura aluvial, donde se alimenta de hierba común.
La carpa de Amur hiberna sin alimentarse, en pozos, formando grandes grupos. En este momento, sus glándulas cutáneas secretan grandes cantidades de moco que recubre el cuerpo del pez. Son claramente visibles los hilos de moco que flotan río abajo; los pescadores los llaman “pasta”. Y así aprenden sobre los lugares donde se reúnen los peces.

## Uso por los humanos
Tiene valor en pesca deportiva, siendo también una de las especies más usadas en acuicultura con fines comerciales para alimentación humana, consumiéndose de variadas maneras.

### Uso para control de malas hierbas
También se usa para controlar la maleza de los ríos, estanques piscícolas y embalses, para lo cual es introducida en ellos artificialmente.
La carpa herbívora se introdujo en Nueva Zelanda en 1966 para controlar el crecimiento de las plantas acuáticas. A diferencia de otros peces introducidos en Nueva Zelanda, el valor y el impacto potenciales de la carpa herbívora se investigaron en instalaciones seguras antes de su uso en ensayos de campo. Actualmente están aprobadas por el gobierno de Nueva Zelanda para el control de las malas hierbas acuáticas, aunque cada caso requiere una autorización específica. En los Países Bajos, la especie también se introdujo en 1973 para controlar la sobreabundancia de malas hierbas acuáticas. La liberación fue controlada y regulada por el Ministerio de Agricultura, Naturaleza y Calidad Alimentaria de los Países Bajos. En estos dos países, el control es más fácil porque es muy poco probable que la carpa herbívora se reproduzca de forma natural debido a sus requisitos de reproducción muy específicos, pero en otros lugares, el control se obtiene mediante el uso de peces estériles, triploides.

## Plaga ecológica
Ha sido ampliamente introducida por todo el mundo, tras lo cual se ha descrito en muchos países un fuerte impacto ambiental pues afecta a la ecología de las zonas por las que se distribuye, siendo tratada como una plaga en algunos sitios por los daños y perjuicios que causa a la vegetación sumergida.
La carpa herbívora se ha introducido en muchos países del mundo. En el hemisferio norte, los países y territorios de introducción incluyen Japón, Filipinas, Malasia, India, Pakistán, Irán, Israel, Estados Unidos, México, Suecia, Dinamarca, Reino Unido, Francia, Alemania, Países Bajos, Suiza, Italia, Polonia, República Checa, Eslovaquia, Rumanía, Croacia, Eslovenia, Serbia, Montenegro, Bosnia y Herzegovina y Macedonia del Norte. En el hemisferio sur, se han introducido en Argentina, Venezuela, Australia, Nueva Zelanda, Fiyi y Sudáfrica. Se sabe que la carpa herbívora sólo ha desovado y establecido poblaciones autorreproductoras en seis de los muchos grandes ríos del hemisferio norte en los que se ha introducido. Su incapacidad para establecer poblaciones en otros ríos sugiere que tiene unos requisitos reproductivos bastante específicos.
En Estados Unidos, la especie se importó por primera vez en 1963 desde Taiwán y Malasia a instalaciones de acuicultura de Alabama y Arkansas. Se cree que la primera liberación fue un escape accidental en 1966 de la Estación Experimental de Piscicultura del Servicio de Pesca y Vida Silvestre de EE. UU. en Stuttgart, Arkansas, seguido de introducciones planificadas desde 1969. Posteriormente, se ha generalizado introducciones autorizadas, ilegales y accidentales; en la década de 1970, esta especie se había introducido en 40 estados y, desde entonces, se ha informado de su presencia en 45 de los 50 estados del país. En 2013, se determinó que se estaba reproduciendo en la cuenca de los Grandes Lagos. Todavía se cría en muchos estados como un eficaz biocontrol de la vegetación acuática indeseable muchas de cuyas especies son ellas mismas introducidas.